# ロス・アンデス (モニター)
ロス・アンデス（Los Andes）はアルゼンチン海軍のモニター。エル・プラタ級。艦名はアンデス山脈に由来する。
レアード・ブラザーズ社で建造。1874年10月29日進水。1875年竣工。
1878年、アルゼンチンのグアノ採取許可書を持つ外国船がパタゴニア沿岸でチリに拿捕されると「ロス・アンデス」はスループ、砲艦各1隻（または砲艦「Constitución」、「República」と他2隻）と共に派遣される。12月2日にSanta Cruz（または11月にサンタ・クルス川河口）に着いたが、チリ側は既に撤収した後であった。
「ロス・アンデス」は1890年のRevolution of the Parkの際は反乱に加わり、他艦とともにブエノスアイレスを砲撃している。1893年のArgentine Revolution of 1893の時も反乱に加わり、9月29日にロサリオ付近で政府側の海防戦艦「インデペンデンシア」、水雷砲艦「Espora」と交戦、被弾し、その後降伏した。
1927年11月16日に除籍された。